# عایق روکش دیوار
عایق سایدینگ یا عایق روکش دیوار، روکش دیوار خانگی است که شامل عایق فوم سفت و سخت، در پشت سطح خارجی دیوار، به منظور کاهش مصرف انرژی، افزایش ارزش عایق سیستم دیوار و بهبود پایداری و ظاهر روکش دیوار مورد استفاده قرار می‌گیرد. در حال حاضر، عایق روکش دیوار به عنوان یک نوع روکش دیوار وینیل به صورت تجاری در دسترس است.

## کاربرد
عایق روکش دیوار، روکش خارجی است که دارای یک پشتی فوم سفت و سخت است که روی روکش دیوار وینیل محکم شده یا در هنگام نصب در پشت روکش دیوار قرار می‌گیرد.
یکی از مزایای عایق روکش دیوار، توانایی آن در کاهش انتقال انرژی است که به حفظ دمای داخلی خانه کمک می‌کند. تولیدکنندگان میانگین R-value عایق روکش دیوار را بین ۲٫۰–۵٫۵ گزارش می‌کنند که به‌طور قابل توجهی بیشتر از سایر محصولات روکش دیوار از جمله سیمان الیافی، آجر و گچ است. صاحبان خانه همچنین گزارش می‌دهند که روکش دیوار عایق شده به عنوان یک مانع صوتی در برابر صدای خارجی عمل می‌کند. روکش دیوار وینیل عایق شده با عایق فوم تاشو فن اضافه شده، R-value را به ۳٫۵–۷٫۵ افزایش می‌دهد. عایق تاشوی فوم در زیر روکش دیوار نهایی نصب می‌شود.
عایق فوم پلی استایرن منبسط شده (EPS) نسبت به روکش دیوار وینیل سنتی مقاومت بیشتری در برابر ضربه ایجاد می‌کند. روکش دیوار سفت و محکم با پشتی فوم خطوط دید مستقیم تری ایجاد می‌کند و از فرورفتگی و خم شدن جلوگیری می‌کند تا ظاهری شبیه به چوب نسبت به روکش دیوار وینیل سنتی داشته باشد.

## تاریخچه
روکش دیوار عایق بندی شده در سال ۱۹۹۲ توسط Progressive Foam Technologies واقع در اوهایو اختراع شد. این شرکت بازاریابی محصول خود، سیستم ساپورت حرارتی را در ایالات متحده به عنوان بهبودی نسبت به روکش دیوار سنتی وینیل آغاز کرد.
نمونه‌های اولیه روکش دیوار وینیل عایق شده در گرجستان آزمایش شد. بین سال‌های ۱۹۹۳ و ۱۹۹۷، راه حل‌های طراحی و فرآیندهای بهبود عملکرد و دوام محصول توسعه یافتند. در سال ۱۹۹۷، یکی از تولیدکنندگان روکش دیوار وینیل اولین تجاری سازی تمام مقیاس روکش دیوار وینیل عایق را انجام داد. بین سال‌های ۱۹۹۸ و ۲۰۰۳، اکثر تولیدکنندگان روکش دیوار وینیل خط تولید روکش دیوار عایق بندی شده خود را راه‌اندازی کردند. از سال ۲۰۰۳، توسعه روزافزون عایق روکش دیوار و خط تولید آن در رشد و شناسایی مداوم عایق روکش دیوار به عنوان روکش مسکونی ممتاز مؤثر واقع شده‌است.
عایق روکش دیوار در حال حاضر توسط تولیدکنندگان مختلف روکش دیوار از جمله Alside, Associated Materials, CertainTeed, Cornerstone Building Brands , Exterior Portfolio by Crane, Heartland Building Products, KP Building Products, Mastic, Mitten, Inc. , Norandex/Reynolds, Gentek/Revere , RMC/Style Crest, Variform و غیره در دسترس است.

## ویژگی‌های محصول

### اثرات زیست‌محیطی
عایق روکش دیوار که توسط توسعه دهندگان به عنوان " ساختمان سبز " توصیف می‌شود، توسط صاحبان خانه برای سازگاری بیشتر با محیط زیست استفاده شود. این محصول همچنین با کاهش مصرف انرژی، می‌تواند آلودگی هوا را کاهش دهد. عایق روکش دیوار دارای محدوده ارزش R سیستم صنعتی ۲٫۰–۵٫۵ است. به گفته سازندگان، عمر عایق روکش دیوار بیش از ۵۰ سال است که این امر به‌طور بالقوه سهم دفن زباله را کاهش می‌دهد.
همچنین سازندگان گزارش می‌دهند که عایق روکش دیوار علاوه بر کاهش مصرف انرژی، نفوذپذیر یا «تنفس‌پذیر» است و اجازه خروج بخار آب را می‌دهد، که می‌تواند از پوسیدگی و کپک محافظت کند و به حفظ کیفیت هوای داخل خانه کمک کند. برخی از عایق‌های روکش دیوار شامل مواد ارگانیک و غیر سمی دافع حشرات نیز هستند.

### مشخصات فنی
بسته به کاربرد روکش دیوار عایق بندی شده، اندازه‌ها بسته به سازنده متفاوت است و از ۴ تا ۱۶ فوت متغیر است طول و عرض از ۶–۲۱ اینچ بسته به مشخصات متغیر است.
عایق فوم سفت و سخت که به عنوان یک دسته پیشگام از محصولات در نظر گرفته می‌شود، از پلی استایرن منبسط شده اصلاح شده (EPS) ساخته شده‌است که شامل یک بازدارنده آتش برومه به نام HBCD (هگزابروموسیکلودودکان) است که پس از خارج شدن از شعله مستقیم باعث خاموش شدن خود می‌شود. EPS مورد استفاده در عایق روکش دیوار دارای چگالی ۱٫۰ پوند/مک فوت (۱۶ کیلوگرم/مکعب متر) است. بسته به نمای روکش دیوار، ضخامت محصولات از ۷۵ میلی‌متر تا ۲۰۰ میلی‌متر متغیر است.

### دوام
عایق فوم سفت و سخت که در پشت پانل روکش دیوار ذوب شده قرار می‌گیرد، ظاهراً عایق روکش دیوار را از روکش دیوار وینیل سنتی بادوام تر می‌کند. پشتی فوم سفت و سخت دقیقاً بر روی خطوط سطح بیرونی روکش دیوار نصب شده‌است و از افتادگی، تاب برداشتن یا جابجایی جزء وینیل روکش دیوار عایق شده جلوگیری می‌کند. سازندگان ادعا می‌کنند که روکش دیوار عایق شده در برابر اعوجاج ناشی از چرخه‌های یخ / ذوب حساس نیست. پیمانکاران گزارش می‌دهند که خطوط صاف‌تری ایجاد می‌کند و صاف‌تر می‌شود، که باعث می‌شود روی دیوارهای نامنظم مؤثرتر باشد.